# Ahmed Yasser
Ahmed Yasser, född 17 maj 1994, är en qatarisk fotbollsspelare som spelar för Al-Rayyan.
Ahmed Yasser har spelat 29 landskamper för det qatariska landslaget.